# 서부 남슬라브어군
서부 남슬라브어군은 발칸반도 서쪽의 몬테네그로, 보스니아 헤르체고비나, 세르비아, 슬로베니아, 코소보 일부 지역, 크로아티아의 슬라브어파 언어들의 어군이다.

## 분류
- 세르보크로아트어
  - 몬테네그로어
  - 보스니아어
  - 부네바치어
  - 세르비아어
  - 크로아티아어
- 슬로베니아어